# Bellingcat: Правда у світі постправди
Bellingcat: Правда у світі постправди (англ. Bellingcat: Truth in a Post-Truth World) — документальний фільм 2018 року, у якому йдеться про журналістські розслідування, опубліковані платформою Bellingcat, зокрема отруєння Скрипаля та катастрофу рейсу МН 17.
Фільм демонструвався і на Міжнародному фестивалі документального кіно в Амстердамі 2018 року, і на кінофестивалі Human Rights Watch 2019 року.
Стрічка здобула нагороду RTBF на фестивалі des Liberétes 2019. У листопаді 2019 року вона  здобула міжнародну премію «Еммі» в категорії документальних фільмів.

## Зовнішні посилання
- Офіційний веб-сайт
- Bellingcat: Правда у світі постправди на сайті IMDb (англ.)
- Bellingcat: Правда у світі постправди на сайті Rotten Tomatoes